# Imagine: John Lennon (Music from the Motion Picture)
Imagine: John Lennon (Music from the Motion Picture) ist ein Soundtrackalbum eines Dokumentarfilms über John Lennon, das bisher zwei unveröffentlichte Aufnahmen beinhaltet und es ist das sechste postum erschienene Album nach Lennons Tod im Jahr 1980. Gleichzeitig ist es einschließlich der acht Solo-Studioalben, der drei Avantgarde-Alben mit seiner Frau Yoko Ono, der beiden Livealben, des Interviewalbums und der Kompilationsalben das insgesamt 18. Album John Lennons. Es wurde am 10. Oktober 1988 in Großbritannien und am 4. Oktober 1988 in den USA veröffentlicht.

## Entstehungsgeschichte
Am 25. Oktober 1988 hatte der Dokumentarfilm über John Lennon mit dem Namen imagine: john lennon im Canon Cinema in London mit Anwesenheit von Yoko Ono, Sean Lennon und Cynthia Lennon Premiere. Der Regisseur des 100-minütigen Films war Andrew Solt, der auch mit Sam Egan das Drehbuch geschrieben hatte. Aus über 200 Stunden Filmmaterial konnte Andrew Solt diese karriereübergreifende Dokumentation über John Lennon zusammenstellen. Audiokommentare von John Lennon, meist aus Interviews, unterlegen den Film.
Das Album beinhaltet Aufnahmen von John Lennon mit den Beatles sowie als Solokünstler. (Das erste Album das sowohl Beatles- als auch Solomaterial aufführte war The Best of George Harrison aus Jahr 1976.) Erstmals wurde das Lied Real Love, aufgenommen im Juni 1980, hier mit akustischer Gitarrenbegleitung von John Lennon, als Demoversion veröffentlicht. Weitere Veröffentlichungen erfolgten 1998 auf dem Boxset John Lennon Anthology sowie 1995 als überarbeitete Version der Beatles. Bei Imagine (Rehearsal) handelt es sich um eine kurze angespielte Studioversion. Bei A Day in the Life wurde der Applaus am Anfang des Liedes weggemischt; diese Version wurde ab 1993 auch für die CD-Version des Beatles-Albums 1967–1970 verwendet.

## Veröffentlichung
Die Erstveröffentlichung im CD-Format erfolgte im Oktober 1988; erstmals bei einer John-Lennon-Veröffentlichung simultan zum Vinyl-(Doppel-)-Album. Die CD-Veröffentlichung aus dem Jahr 1988 wurde bisher nicht neu remastert.
Der Film wurde im September 1989 auf VHS-Videokassette veröffentlicht. Eine Wiederveröffentlichung auf DVD erfolgte im November 2005 mit einer zusätzlichen DVD, die Bonusmaterial enthält.

## Covergestaltung
Das Bild des Vordercovers ist ein modifiziertes gemaltes Selbstporträt von John Lennon. Das Foto auf dem Rückcover stammt von Astrid Kirchherr. Der CD liegt ein zwölfseitiges bebildertes Begleitheft bei, das Information zum Album enthält.

## Titelliste
1. Real Love – 2:48
2. Twist and Shout (Medley/Russell) – 2:33 (The Beatles)
3. Help! (Lennon/McCartney) – 2:18 (The Beatles)
4. In My Life (Lennon/McCartney) – 2:25 (The Beatles)
5. Strawberry Fields Forever (Lennon/McCartney) – 4:07 (The Beatles)
6. A Day in the Life (Lennon/McCartney) – 5:06 (The Beatles)
7. Revolution (Lennon/McCartney) – 3:24 (The Beatles)
8. The Ballad of John and Yoko (Lennon/McCartney) – 2:58 (The Beatles)
9. Julia (Lennon/McCartney) – 2:54 (The Beatles)
10. Don’t Let Me Down (Lennon/McCartney) – 3:34 (The Beatles)
11. Give Peace a Chance – 4:53
12. How? – 3:41
13. Imagine (Rehearsal) – 1:25
14. God – 4:09
15. Mother – 4:45
16. Stand by Me – 3:28
17. Jealous Guy – 4:14
18. Woman – 3:33
19. Beautiful Boy (Darling Boy) – 4:05
20. (Just Like) Starting Over – 3:59
21. Imagine – 3:02

## Single-Auskopplung

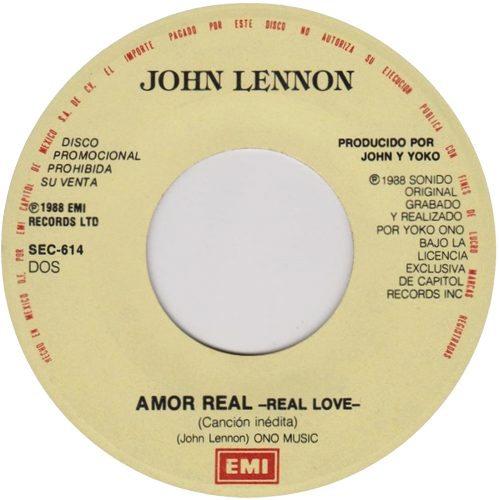
Label der mexikanischen Promotion-7″-Vinyl-Single: Jealous Guy/Real Love

### Jealous Guy
In Europa wurde keine Single aus dem Album ausgekoppelt. In den USA erschien am 3. Oktober 1988 die Single Jealous Guy / Give Peace a Chance.
In den USA wurde auch noch eine 7"-Vinyl-Promotionsingle hergestellt, die auf beiden Seiten das Lied Jealous Guy enthält. sowie eine Promotion-CD.
In Mexiko wurde im Oktober 1988 die 7"-Vinyl-Promotionsingle Jealous Guy/Real Love veröffentlicht.

## Kommerzieller Erfolg

### Chartplatzierungen
Album
| ChartsChartplatzierungen       | Höchstplatzierung | Wochen |
| ------------------------------ | ----------------- | ------ |
| Vereinigte Staaten (Billboard) | 31 (18 Wo.)       | 18     |
| Vereinigtes Königreich (OCC)   | 64 (6 Wo.)        | 6      |

Singles

| Jahr | Titel       | Höchstplatzierung, Gesamtwochen, AuszeichnungChartplatzierungen (Jahr, Titel, , Platzierungen, Wochen, Auszeichnungen, Anmerkungen) | Höchstplatzierung, Gesamtwochen, AuszeichnungChartplatzierungen (Jahr, Titel, , Platzierungen, Wochen, Auszeichnungen, Anmerkungen) | Anmerkungen                                                                 |
| Jahr | Titel       | UK | US | Anmerkungen                                                                 |
| ---- | ----------- | --- | --- | --------------------------------------------------------------------------- |
| 1985 | Jealous Guy | UK45 Silber · (7 Wo.)UK | US80 (4 Wo.)US | Erstveröffentlichung: 18. November 1985 in den USA erst 1988 veröffentlicht |

### Auszeichnungen für Musikverkäufe
| Land/Region                  | Auszeichnungen für Musikverkäufe (Land/Region, Auszeichnung, Verkäufe) | Verkäufe |
| ---------------------------- | ---------------------------------------------------------------------- | -------- |
| Argentinien (CAPIF)          | Platin                                                                 | 60.000   |
| Schweiz (IFPI)               | Platin                                                                 | 50.000   |
| Vereinigte Staaten (RIAA)    | Gold                                                                   | 500.000  |
| Vereinigtes Königreich (BPI) | Gold                                                                   | 100.000  |
| Insgesamt                    | 2× Gold · 2× Platin ·                                                  | 710.000  |

Hauptartikel: John Lennon/Auszeichnungen für Musikverkäufe